# Pala dei Decemviri
La Pala dei Decemviri è un dipinto a olio su tavola (193x165 cm) di Pietro Perugino, databile al 1495-1496 e conservata nel Pinacoteca Vaticana a Roma.

## Storia
L'opera, commissionata dai Decemviri di Perugia per la cappella nel Palazzo dei Priori, venne realizzata tra la fine del 1495 e il 1496 ma ebbe una storia travagliata: la pala fu inizialmente commissionata a Pietro di Galeotto, pittore locale, che abbozzò solamente l'opera e morì nel 1483. Il 28 novembre dello stesso anno la commissione fu data al Perugino che però si rese irreperibile tanto che i priori diedero l'incarico a Sante di Apollonio, che però non terminò l'opera e nel 1485 fu di nuovo Perugino a essere richiamato. Il pittore però tardò ancora e nel 6 marzo 1495 fu stipulato un nuovo contratto. 
Originariamente la pala era coronata da una cimasa col Cristo in pietà (87x90 cm) oggi alla Galleria nazionale dell'Umbria.
Oggetto di spoliazioni napoleoniche, venne esportato in Francia col Trattato di Tolentino per poi essere rimpatriato dopo la Restaurazione da Antonio Canova nel 1816, il quale riuscì a riportare a Roma la tavola, che — nonostante le proteste dei perugini — venne destinata dallo stesso pontefice alle collezioni del Vaticano.

## Descrizione e stile
In un portico aperto su un luminoso paesaggio di dolci colline che sfumano in lontananza, la Vergine si trova su un alto trono, ricco di decorazioni dorate e di finti bassorilievi. Essa tiene in mano il Bambino con una posizione identica a quella della Madonna nella Pala di Fano. Ai lati si trovano i santi Lorenzo, Ludovico di Tolosa, Ercolano e Costanzo, ossia i quattro protettori di Perugia.
Il tema del portico, così frequente nella produzione di Perugino degli ultimi due decenni del Quattrocento, è impostato su schemi già collaudati, con un'architettura solenne ma semplice, che si ritrova anche, ad esempio, nella Madonna col Bambino in trono tra i santi Giovanni Battista e Sebastiano, nel Polittico Albani-Torlonia, nell'Apparizione della Vergine a san Bernardo e nella Pietà.
Grande risalto è dato al trono e alle figure in primo piano, con una composizione triangolare culminate nella nicchia di Maria, una delle più alte in tutta la produzione dell'artista. La scena è impostata secondo uno schema pacato e piacevole, ordinato dalle regole della simmetria e delle rispondenze ritmiche, come si nota nelle inclinazioni delle teste. La Madonna è tipica della produzione matura del pittore, che lasciò il posto all'elegante e raffinata giovinetta in favore di una donna più matura, semplice e severa, in linea con il clima spirituale savonaroliano.
Sulla pedana vi è la scritta HOC PETRVS DE CHASTRO PLEBIS PINXIT.
La cornice dorata fu realizzata dall'intagliatore Giovanni di Battista di Cecco detto il Bastone.